# Convention sur l'interdiction d'utiliser des techniques de modification de l'environnement à des fins militaires ou toutes autres fins hostiles
- Signé et ratifié
- Accession
- Signature uniquement

Traité sur la limitation des essais souterrains d'armes nucléaires (1974) Accord de limitation des armes stratégiques offensives (Salt II) (1979)
La Convention ENMOD, officiellement Convention sur l'interdiction d'utiliser des techniques de modification de l'environnement à des fins militaires ou toutes autres fins hostiles est un traité international visant à interdire l'utilisation de techniques de modification de l'environnement et du temps, et ce à des fins militaires ou hostiles.
Cette convention a été adoptée le 10 décembre 1976 par l'Assemblée générale de l'ONU, elle fut ouverte à la signature le 18 mai 1977 à Genève, et est entrée en vigueur le 5 octobre 1978.

## Parties
À la date du 24 septembre 2013, sur un total de 197 États possibles (les 193 membres des Nations unies ainsi que les îles Cook, Niue, Saint-Siège et l’État de Palestine), la Convention ENMOD compte 76 États parties (qui ont ratifié la Convention ou y ont accédé).
Le secrétaire général des Nations unies est dépositaire de cette convention qui est composée de dix articles et d'une annexe relative au Comité consultatif d'experts.